# Federación de Estudiantes Secundarios de Santiago
La Federación de Estudiantes Secundarios de Santiago (FESES) fue una organización estudiantil chilena que duró entre 1948 y 1973, y que abarcaba a estudiantes secundarios de liceos humanistas de la antigua provincia de Santiago. Tras su reconstitución, en 1986, lo fue de la Región Metropolitana.

## Historia
Las primeras formas de organización de estudiantes secundarios ya se registran para 1919, junto al desarrollo alcanzado por entonces por la FECH. La "Federación Chica", como se llamó, participó contra de la Guerra de don Ladislao y contra el incendio de la Fech en 1920. Sin embargo, no logró mayor continuidad en los años siguientes.
La Federación de Estudiantes Secundarios de Santiago surgió en 1948, cuando se realizó la primera convención de "Gobiernos Estudiantiles" de Santiago. Estos habían surgido en los años 30, tomando como modelo la forma de organización estudiantil de los liceos experimentales. Lentamente se fueron agregando otras formas de organización, sobre todo a partir de 1949, cuando el gobierno reguló el funcionamiento de los Centros de Alumnos. Hasta 1973, no incluyó a los estudiantes de liceos industriales, técnicos ni comerciales, quienes constituyeron otras organizaciones, como la Federación de Estudiantes Industriales, Técnicos y Especiales (FEITECh) y la Federación de Estudiantes de Comerciales (FECOCh).
Durante su primera década de vida, la FESES demandó al Estado beneficios económicos, como la rebaja en la tarifa de la locomoción, otorgamiento de becas, creación de una universidad técnica y cambios en el curriculum escolar. En 1949 se hizo notar su presencia con ocasión de la "Revolución de la Chaucha".
En los años 50 y sobre todo en los 60 la FESES comenzó a radicalizar su posición, organizando huelgas y movilizaciones callejeras. Casi todas las juventudes políticas tenían presencia en la FESES, siendo importante la representación falangista (luego demócrata-cristiana), socialista, radical y comunista.
El 1º y 2 de abril de 1957 los estudiantes secundarios reeditaron su bautismo de fuego perdiendo a Manuel Vásquez Ferreira, uno de sus dirigentes en el enfrentamiento contra carabineros en el alzamiento popular recordado como la "Batalla de Santiago". En el cerro Santa Lucía los carabineros golpearon seriamente a los secundarios Angel Hoces y Gustavo Torres, para acallar sus encendidos discursos para lograr la liberación de Elmo Catalán detenido en el allanamiento de la imprenta Horizonte. 
A partir de 1957, Patricio Schilling joven dirigente de la Juventud Radical logró imponer como presidente a su correligionario Manuel Acuña. Al mismo tiempo operaban activamente Juan Enrique Miquel de la Juventud Democratacristiana, impulsando a Juan Barrales, y Angel Hoces, presidente del Instituto Nacional que al año siguiente llegó a presidir primero la FESES, luego la Federación de Estudiantes Secundarios de Chile (FESECH) y finalmente la Federación Juvenil Socialista (FJS). 
La arremetida de la BESS (Brigada de Estudiantes Secundarios Socialista de la FJS) fue impetuosa con la presencia de oradores convincentes y entusiastas que, además, tenían grandes dotes organizativas. Dantón Chelén, del Liceo 6; Félix Castro del Liceo de Aplicación; Eugenio Navarrete del Dario Salas; Jorge Nimpch, Arturo Sáez del Liceo 7 de Nuñoa, Ana Maria Germain del Liceo 7 de Providencia y varios otros jóvenes socialistas eran escuchados con admiración por sus compañeros de la FECH. Incluso senadores y diputados concurrían al viejo caserón de la FECH en la Alameda esquina de San Isidro para escuchar las ponencias de los jóvenes secundarios y adquirir información sobre las luchas estudiantiles. Hicieron historia los discursos de los socialistas Angel Hoces en relación a las subvenciones, el de Jenny Avalos del Liceo 4 de Niñas sobre el petróleo y el de Danton Chelén del Liceo 7 sobre el derecho a la cultura. 
Por su parte las Juventudes Comunistas (JJCC) transformaron en un semillero de dirigentes a la Federación de los Secundarios. Dirigentes como Ademar González, Manuel Rosales, José Riquelme y Catalina Barrera lograron consolidar la unidad con los socialistas y ejercer gran influencia entre los secundarios. 
Grandes movilizaciones alrededor de la nacionalización de las riquezas básicas, la democratización de la enseñanza y el control de las subvenciones, fueron las banderas estudiantiles de finales de la década. 
En 1960 la izquierda tomó definitivamente la conducción de la FESES. En su interior participaba una cuarentena de liceos, los que eran muy activos en los numerosos paros convocados por razones económicas y políticas. El sistema de representación era indirecta, enviando cada liceo delegados a una convención que elegía la directiva.

### División y primeras elecciones directas (1969-1971)

Distribución de miembros de la directiva de la Feses tras la elección de 1971:
PDC
UP
FER-JRR

Como fruto de las frecuentes pugnas políticas al interior de la izquierda, en 1969 la FESES se dividió, surgiendo dos grupos: uno liderado por los socialistas, encabezados por Rigo Quezada, y otro por los comunistas, liderados por Patricio Paniagua. Para salir de la crisis y tras el triunfo de Salvador Allende como presidente de la República, ambas FESES convocaron a la primera elección universal y directa. En dicha elección se presentaron cinco listas:
- Una integrada por la Unidad Popular (PS, PCCh, MAPU e IC), encabezada por Álvaro Alarcón (PCCh).
- Una integrada por el Partido Demócrata Cristiano (PDC), liderada por Guillermo Yunge.
- Una integrada por el Frente de Estudiantes Revolucionarios (FER, vinculada al MIR) y la Juventud Radical Revolucionaria (JRR), liderada por Milton Lee.
- Una integrada por radicales más moderados (integrados en el Movimiento Radical Independiente, que posteriormente se convertiría en el PIR) y socialdemócratas, liderada por Luis Alberto Kuno.
- Una integrada por el Partido Nacional (PN) y la Democracia Radical (DR), encabezada por Carlos Perelló.

Los resultados de la elección realizada el 6 de octubre de 1971 fueron los siguientes:
| Lista      | Votos  | %       | Delegados |
| ---------- | ------ | ------- | --------- |
| A. UP      | 13 287 | 38,6 %  | 4         |
| B. PDC     | 15 050 | 43,7 %  | 10        |
| C. FER-JRR | 3088   | 8,9 %   | 1         |
| D. JRI-SD  | 180    | 0,5 %   |           |
| E. PN-DR   | 2826   | 8,2 %   |           |
| Válidos    | 34 431 | 95,1 %  |           |
| Blancos    | 200    | 0,5 %   |           |
| Nulos      | 1581   | 4,4 %   |           |
| Total      | 36 212 | 100,0 % | 15        |

Triunfó la lista del Partido Demócrata Cristiano, liderada por Guillermo Yunge. Yunge otorgó a esta Federación una orientación de enfrentamiento a la Unidad Popular, con movilizaciones en las calles y tomas de liceos, transformándose en una pieza clave de la primera etapa de la ofensiva desestabilizadora. En este panorama, los estudiantes de izquierda pusieron en marcha una táctica de contención de los opositores y de cerrar filas con el Gobierno.

### Elecciones internas de 1972 y división

Distribución de miembros de la directiva de la Feses tras la elección de 1972:
PN-DR
PDC
UP

El 15 de noviembre de 1972 hubo elecciones en la FESES, donde se enfrentaron cinco listas:
- Unidad Popular, representada por los socialistas Camilo Escalona y Lain Aymans Escobar.
- Partido Demócrata Cristiano, continuista en su enfrentamiento con el gobierno de la UP, liderada por el ahora abogado Miguel Salazar.
- Partido Nacional, opositora de derecha al gobierno de la UP, liderada por Andrés Allamand e integrada por Francisco Vidal.
- Frente de Estudiantes Revolucionarios (vinculado al MIR), liderada por Luis Valenzuela Leiva, actualmente detenido desaparecido.
- Espartaco, un movimiento de ultraizquierda.

Los resultados, de acuerdo al Tribunal Calificador de Elecciones dispuesto para dicha ocasión, fueron los siguientes:
| Lista     | Votos  | %       | Delegados |
| --------- | ------ | ------- | --------- |
| PDC       | 22 956 | 40,7 %  | 9         |
| UP        | 19 109 | 33,9 %  | 4         |
| PN-DR     | 11 213 | 19,9 %  | 2         |
| FER       | 2933   | 5,2 %   |           |
| Espartaco | 155    | 0,3 %   |           |
| Válidos   | 56 366 | 97,4 %  |           |
| Blancos   | 200    | 0,3 %   |           |
| Nulos     | 1314   | 2,3 %   |           |
| Total     | 57 880 | 100,0 % | 15        |

El triunfo fue reclamado tanto por la Democracia Cristiana como por la Unidad Popular, conflicto que culminó con la escisión en dos FESES distintas: una liderada por Camilo Escalona apoyando al gobierno de izquierda, y otra opositora liderada por el democristiano Miguel Salazar. 
La fracción opositora retomó el camino del enfrentamiento con el gobierno, el que llegó a su mayor nivel de masividad en 1973, a propósito del rechazo al proyecto de Escuela Nacional Unificada (ENU). La batalla contra este proyecto de reforma educacional, a la larga, fue una pieza clave en la creación de condiciones sociales para el golpe de Estado. Andrés Allamand, en aquel entonces dirigente estudiantil y posteriormente fundador de Renovación Nacional, recogió parte de esas experiencias en un libro publicado en 1974 con el título No virar izquierda.
Después del golpe de Estado de 1973 la organización secundaria fue proscrita. Los estudiantes secundarios no volverían a articularse nuevamente sino hasta comenzada la década de 1980.

### Movimiento estudiantil bajo la dictadura
En mayo de 1986 comenzó un proceso de movilización de los estudiantes secundarios en rechazo a una medida clave que entonces resolvió imponer la dictadura: completar el proceso de municipalización de los liceos públicos, que se había iniciado en 1981 como uno de los pilares básicos de su proyecto de “modernización” del sistema de educación. Los establecimientos afectados eran los “emblemáticos”. Al mismo tiempo, se privatizó a los liceos técnico–profesionales. 
Fue una movilización de enorme envergadura, la que logró involucrar al conjunto de los estudiantes secundarios, más allá del “activo democrático”, y que les dio visibilidad en la confrontación con la dictadura. Se paralizaron las clases por casi dos meses, con los liceos en toma y marchas por las calles de Santiago. Estas acciones fueron respaldadas por los padres y apoderados, y el Magisterio agrupado en la Asociación Gremial de Educadores de Chile (AGECH) y el recién democratizado Colegio de Profesores. 
Hubo centenares de estudiantes arrestados, golpeados y vejados, e incluso una víctima fatal: la adolescente Guadalupe Chamorro Leiva, cuyo caso fue recogido por la Comisión Nacional de Verdad y Reconciliación.
El ministro de Educación, Sergio Gaete, se reunió con la dirigencia estudiantil, aunque para notificarlos de los detalles de la medida y precisar que su opinión no sería tomada en consideración. A partir de esta premisa y ocupando la represión como la herramienta principal, el régimen apostó a una táctica de desgaste que terminó resultando exitosa: la movilización se agotó en julio, coincidiendo con el inicio de las vacaciones de invierno. La municipalización se impuso.
En curiosa sincronía histórica, ese paro estudiantil comenzó exactamente 20 años antes del inicio de la movilización de los estudiantes secundarios realizada en 2006, conocida como "revolución pingüina".
El paro contra la municipalización fue la movilización de mayor envergadura realizada por el Comité Pro FESES, constituido en abril de 1985. 
El Comité Pro–FESES se formó a partir de la convergencia de tres organizaciones, a partir de las cuales se había rearticulado el movimiento estudiantil secundario desde 1983: la Coordinadora de Organizaciones de Enseñanza Media (COEM), en torno a la cual se agrupaba la izquierda (las Juventudes Comunistas, la Izquierda Cristiana, la Juventud Rebelde Miguel Enríquez del MIR y la Juventud Socialista-Almeyda); la Asociación de Estudiantes Cristianos (ASEC), formada por la Juventud Demócrata Cristiana; y la Asociación Democrática de Estudiantes (ADE), creada por la Juventud Socialdemócrata con el propósito de incorporarse al proceso de unidad de los estudiantes secundarios.
Por otro lado, el COEM fue el producto de un complejo proceso de convergencia de diferentes agrupamientos estudiantiles que se constituyeron entre 1983 y 1984, y que luego adquirieron carácter zonal: el Frente Unitaria y Democrático de Enseñanza Media (FUDEM), que se circunscribe a la zona centro; la Unión de Estudiantes Secundarios (UES), en la zona oriente; el Movimiento de Estudiantes Democráticos (MED), en la zona norte; y la Organización Democrática de Estudiantes Secundarios (ODES), en la zona sur.
El Comité Pro–FESES se conformó con el propósito de impulsar la movilización social para lograr la reconstrucción de la Federación disuelta luego del golpe, y de luchar por conquistar demandas que incluían aspectos como la democratización de los Centros de Alumnos (entonces designados por los rectores de los establecimientos); la rebaja del pasaje escolar a un 10 por ciento respecto de la tarifa para los adultos; la gratuidad de la Prueba de Aptitud Académica (que antecedió a la PSU); y la designación de un ministro en visita que investigara las muertes de estudiantes secundarios en las Jornadas de Protesta Nacional. Por su rechazo al modelo de educación de mercado de la dictadura, asumió también la lucha contra la municipalización y privatización de los establecimientos.
El primer Cómité Ejecutivo del Comité Pro–FESES estuvo compuesto por Laurence Maxwell (JJCC), Víctor Osorio Reyes (Izquierda Cristiana), Patricio Rivera (Juventud Demócrata Cristiana), Gonzalo Durán (Juventud Socialista-Almeyda) y Rodrigo Mendoza (Juventud Socialdemócrata). 
Su primera movilización de envergadura fue la Toma del Liceo 12 de Providencia en julio de 1985, en la que fueron detenidos casi 350 estudiantes. La acción terminó resultando en la renuncia del ministro de Educación, Horacio Aránguiz. 
La toma fue precedida por una reunión del recién constituido Comité Pro FESES con el entonces subsecretario de Educación, René Salamé, en que se presentó el petitorio con las demandas estudiantiles, que jamás fue respondido. Más tarde, a Salame correspondió, como ministro de Educación, la promulgación de la controvertida Ley Orgánica Constitucional de Enseñanza (LOCE).
El Comité también persistió en la realización de marchas hacia el Ministerio de Educación, en Alameda con Amunategui, desde la esquina de Ricardo Cumming con Alameda, sitio de habitual concentración de estudiantes secundarios. La primera marcha en emprender ese recorrido ocurrió en mayo de 1984 y se transformó en una práctica que se extendió hasta las postrimerías de la dictadura, contribuyendo a la visibilidad del movimiento estudiantil secundario, a pesar del costo de la detención de centenares de adolescentes. La radicalidad en la acción callejera fue uno de los rasgos distintivos del movimiento.
En ese contexto, en 1985 debuta la Unidad de Resistencia Secundaria (URS), liderada por el MIR a la que se integran la Izquierda Cristiana y la Juventud Socialista-Almeyda.
Apenas conformada la Asamblea de la Civilidad a comienzos de 1986, la FESES se plegó a la multigremial, la principal expresión de concertación social instalada en el período del régimen militar, en la que confluyeron los colegios profesionales, con especial protagonismo del Colegio Médico; las organizaciones de los trabajadores, pobladores y estudiantes universitarios; el movimiento de los pueblos originarios; y las agrupaciones de jubilados, mujeres, intelectuales y artistas, empleados públicos, comerciantes y transportistas, entre otros. El representante de los estudiantes secundarios, hasta agosto de 1987, fue Víctor Osorio Reyes. De ese modo, la FESES fue una de las organizaciones sociales que convocó al Paro Nacional del 2 y 3 de julio de 1986.
A fines de julio y comienzos de agosto de ese año 1986 se constituyó nuevamente la FESES, en un Congreso en que participó más de un centenar de representantes de Centros de Alumnos de liceos de Santiago. La Federación quedó encabezada por un secretariado compuesto por Juan Alfaro (JJCC), Víctor Osorio Reyes (Izquierda Cristiana), José Sabat (Juventud Demócrata Cristiana), Marcos Guerra (MIR) y Verónica Fruhbrodt (Juventud Socialista-Almeyda). 
Los estudiantes secundarios partidarios del régimen militar se negaron a participar en la FESES y con el patrocinio de la Secretaría Nacional de la Juventud formaron un organismo paralelo, la Federación Nacional de Estudiantes Secundarios (FENES), que nunca logró obtener representatividad.
Los estudiantes secundarios generaron una permanente movilización social que contribuyó a la caída de la dictadura militar. El aporte del Comité Pro FESES y la FESES a la tarea democrática quedó registrado en la película Actores Secundarios, que es considerado el documental más visto de la historia del cine chileno.

### Retorno a la democracia y finalización
La FESES fue una organización histórica, con décadas de existencia como referente de los secundarios organizados, y obtuvo, mediante la movilización, entre los años 1989-1990, periodo liderado por su Director General, Abel Sáez M.(PS), importantes logros como la derogación del decreto 736, lo que significó en la práctica la democratización de los centros de alumnos del país, considerada una de las reivindicaciones importantes y significativas por el movimiento secundario de los 80, así como también, el derecho a la tarifa rebajada en las micros, la creación del pase escolar en el metro, la obtención de 30 mil pases liberados (micro y metro) para estudiantes de escasos recursos, entre otros logros, sin embargo, la mayor aspiración federativa de aquellos años, las elecciones universales de la FESES, a pesar de existir todas las condiciones materiales y políticas que se requerían para realización, se vio truncada por los miedos, egoísmos y aprehensiones manifestados por expresados por las directivas de las juventudes políticas que formaban parte del conglomerado de partidos políticos denominado "Concertación de Partidos por la Democracia".
Sin embargo, esta última directiva de la FESES terminó por marcar el inicio de un período marcado por transformaciones orientadas fundamentalmente a desideologizar una organización que de manera vertiginosa perdía respaldo de los Centros de Alumnos que decía representar y que necesitaba urgentemente refundarse. De hecho y al término de la directiva encabezada por Abel Saez, Rodrigo Pizarro y Dante Leoz, en la zona sur de Santiago, particularmente en la comuna de San Miguel se comienza a gestar en este período el denominado Consejo de Enseñanza Media, organización que terminará aliándose fundamentalmente con la Juventud Socialista y la Democracia Cristiana para refundar la FESES en 1992 Este período tiene como nuevo Presidente miembro del Movimiento de Izquierda Revolucionaria Mauricio Chamorro y como vicepresidente al democratacristiano Cristian Cuitiño quien desde el año 1993 a 1994 es electo Presidente y cierra definitivamente la aspiración de mantener viva esta histórica organización de estudiantes.En estos últimos años, la FESES llegó a agrupar cerca de 60 colegios y las demandas se centraron fundamentalmente en la lucha contra el servicio militar obligatorio y el apoyo a la reforma educacional que comenzaba a discutirse en los círculos gubernamentales.Posteriormente y al calor de las movilizaciones en favor del "pase escolar" que estallaron en el año 2000 (conocidas como la "revuelta de las mochilas"), se organizó un Frente contras las Alzas que demostró ser mucho más representativo. Por entonces se realizó el último congreso de la FESES. En la búsqueda de una nueva forma de organización, en ese congreso nació la Asamblea Coordinadora de Estudiantes Secundarios, ACES (2000), que logró mantenerse activa por algunos años.
En los años posteriores, sin que existiera una orgánica común, el movimiento de los estudiantes secundarios se revitalizó, en particular con ocasión de la revuelta o revolución de los pingüinos en 2006. En aquella ocasión la ACES fue el organismo coordinador, que desapareció al decaer el movimiento el año 2007, generando distintas divisiones entre los estudiantes.
El último intento de coordinación real fueron las "Reuniones Nacionales" que se realizaron durante el año 2008, las cuales agrupaban a los diversos grupos y organizaciones de estudiantes que heredaron la lucha del 2006. Dentro de ellas, las más importantes fueron en Santiago: la Asamblea de Estudiantes Universitarios y Secundarios (ACEUS), que aglutinó de manera coyuntural a cerca de un centenar de estudiantes y grupos políticos disconformes -principalmente universitarios fuera de la dirección de sus federaciones-, la cual fue apadrinada por la FECH ocupada por el grupo de colectivos "Autonomistas"; y la Coordinadora Metropolitana de Estudiantes Secundarios, nacida del desaparecido Comité Pro-CONFEM que organizó a una veintena de Centros de Estudiantes en pos de la socialización de la educación, convocante de las primeras marchas masivas (abril-mayo). En regiones fueron: La Confederación de Estudiantes Secundarios Zona Sur, constituida por Federaciones de Estudiantes Secundarios desde Puerto Montt hasta Curicó, así como de asambleas en lucha como el grupo mapuche Melinewel; y la Confederación de Estudiantes Secundarios Zona Norte, constituida por Federaciones y Asambleas desde Iquique hasta Viña del Mar. De estos grupos sólo sobreviven: parte de la Confederación Sur y un pequeño grupos de liceos movilizados de la ex-Coordinadora Metropolitana.